# Everywhere (jogo eletrônico)
Everywhere (estilizado como EVERYWHERƎ) é um projeto de jogo eletrônico desenvolvido pela Build a Rocket Boy, estúdio criado por Leslie Benzies, ex-presidente da Rockstar North.

## Jogabilidade
Múltiplas narrativas serão apresentadas para que cada jogador possa personalizar seu próprio destino. O jogo é ambientado em mundo aberto e contará com multiplayer cooperativo.

## Desenvolvimento
Conceitualizado em 2016, o jogo começou a ser desenvolvido na Amazon Lumberyard com uma equipe de três ex-funcionários da Rockstar North: Leslie Benzies, Matthew Smith e Colin Entwistle, totalizando cerca de trinta funcionários em janeiro de 2017. Em 2020 contava com mais de 120 funcionários. A Build a Rocket Boy está desenvolvendo Everywhere a partir de estúdios sediados em Edimburgo, Budapeste e Los Angeles, com a intenção de oferecer uma experiência menos restritiva que a de outros jogos. Ele tira a maior parte de suas influências da vida real, de acordo com Benzies. A equipe trabalhou em casa durante a pandemia de COVID-19.
Em novembro de 2020, o estúdio anunciou que havia movido o desenvolvimento para o motor Unreal Engine.